# Suphanat Mueanta
Suphanat Mueanta (in thailandese ศุภณัฏฐ์ เหมือนตา; Sisaket, 2 agosto 2002) è un calciatore thailandese, attaccante del Buriram Utd e della nazionale thailandese.

## Caratteristiche tecniche
È un attaccante, dotato di buona tecnica, predilige la fascia destra ma all'occorrenza può anche giocare come attaccante centrale, di tipologia avanzata; è considerato come uno dei migliori talenti della Thailandia.                     Si tratta di un giocatore prevalentemente offensivo.

## Carriera

### Club
Cresciuto nel settore giovanile del Buriram Utd, ha esordito in prima squadra il 25 aprile 2018 disputando l'incontro di Thai League 1 vinto 2-1 contro il Nakhon Ratchasima a 15 anni e 8 mesi diventanto così il più giovane esordiente nella storia della Thai League 1.
Il 5 settembre 2023 va in prestito all'Oud-Heverlee Leuven nella Pro League (Belgio).
Segna il suo unico gol in Belgio il 26 dicembre 2023 in una vittoria casalinga in campionato per 3-0 sull'KAS Eupen.
Il 31 ottobre 2024 il prestito viene interrotto e Suphanat fa ritorno al Buriram Utd.
Il 19 gennaio 2025 diventa il primo giocatore nella storia della Thai League 1 a mettere a referto 3 reti e 3 assist durante stessa partita nella sfida casalinga vinta per 9-0 contro il Khon Kaen United.

### Nazionale
Ha giocato nelle nazionali giovanili thailandesi Under-19 ed Under-23.
Il 5 giugno 2019 ha esordito con la nazionale thailandese disputando l'amichevole persa 1-0 contro la Vietnam.
Nel 2023 viene convocato per la Coppa d'Asia.

## Statistiche
Statistiche aggiornate al 6 febbraio 2020.

### Cronologia presenze e reti in nazionale
| Cronologia completa delle presenze e delle reti in nazionale ― Thailandia | Cronologia completa delle presenze e delle reti in nazionale ― Thailandia | Cronologia completa delle presenze e delle reti in nazionale ― Thailandia | Cronologia completa delle presenze e delle reti in nazionale ― Thailandia | Cronologia completa delle presenze e delle reti in nazionale ― Thailandia | Cronologia completa delle presenze e delle reti in nazionale ― Thailandia | Cronologia completa delle presenze e delle reti in nazionale ― Thailandia | Cronologia completa delle presenze e delle reti in nazionale ― Thailandia |
| Data                                                                      | Città                                                                     | In casa                                                                   | Risultato                                                                 | Ospiti                                                                    | Competizione                                                              | Reti                                                                      | Note                                                                      |
| ------------------------------------------------------------------------- | ------------------------------------------------------------------------- | ------------------------------------------------------------------------- | ------------------------------------------------------------------------- | ------------------------------------------------------------------------- | ------------------------------------------------------------------------- | ------------------------------------------------------------------------- | ------------------------------------------------------------------------- |
| 5-6-2019                                                                  | Buriram                                                                   | Thailandia                                                                | 0 – 1                                                                     | Vietnam                                                                   | Amichevole                                                                | -                                                                         | 85’                                                                       |
| 10-10-2019                                                                | Thanyaburi                                                                | Thailandia                                                                | 1 – 1                                                                     | Rep. del Congo                                                            | Amichevole                                                                | -                                                                         | 46’                                                                       |
| 15-10-2019                                                                | Rangsit                                                                   | Thailandia                                                                | 2 – 1                                                                     | Emirati Arabi Uniti                                                       | Qual. Mondiali 2022                                                       | -                                                                         | 94’                                                                       |
| Totale                                                                    |                                                                           | Presenze                                                                  | 3                                                                         |                                                                           | Reti                                                                      | 0                                                                         |                                                                           |

## Palmarès

### Club

#### Competizioni nazionali
- Thai League 1: 3

Buriram United: 2018, 2021-2022, 2024-2025
- Thai FA Cup: 2

Buriram United: 2021-2022, 2024-2025
- Thai League Cup: 1

Buriram United: 2021-2022

### Nazionale
- King's Cup: 1

2024